# Theodo
 (janvier 2022).
 (février 2019).
Theodo est une entreprise française de conseil et réalisation numérique, fondée en 2009 par Benoît Charles-Lavauzelle et Fabrice Bernhard.
L'entreprise compte 171 employés en 2017 répartis entre la France, le Royaume-Uni, le Maroc et les États-Unis.

## Histoire

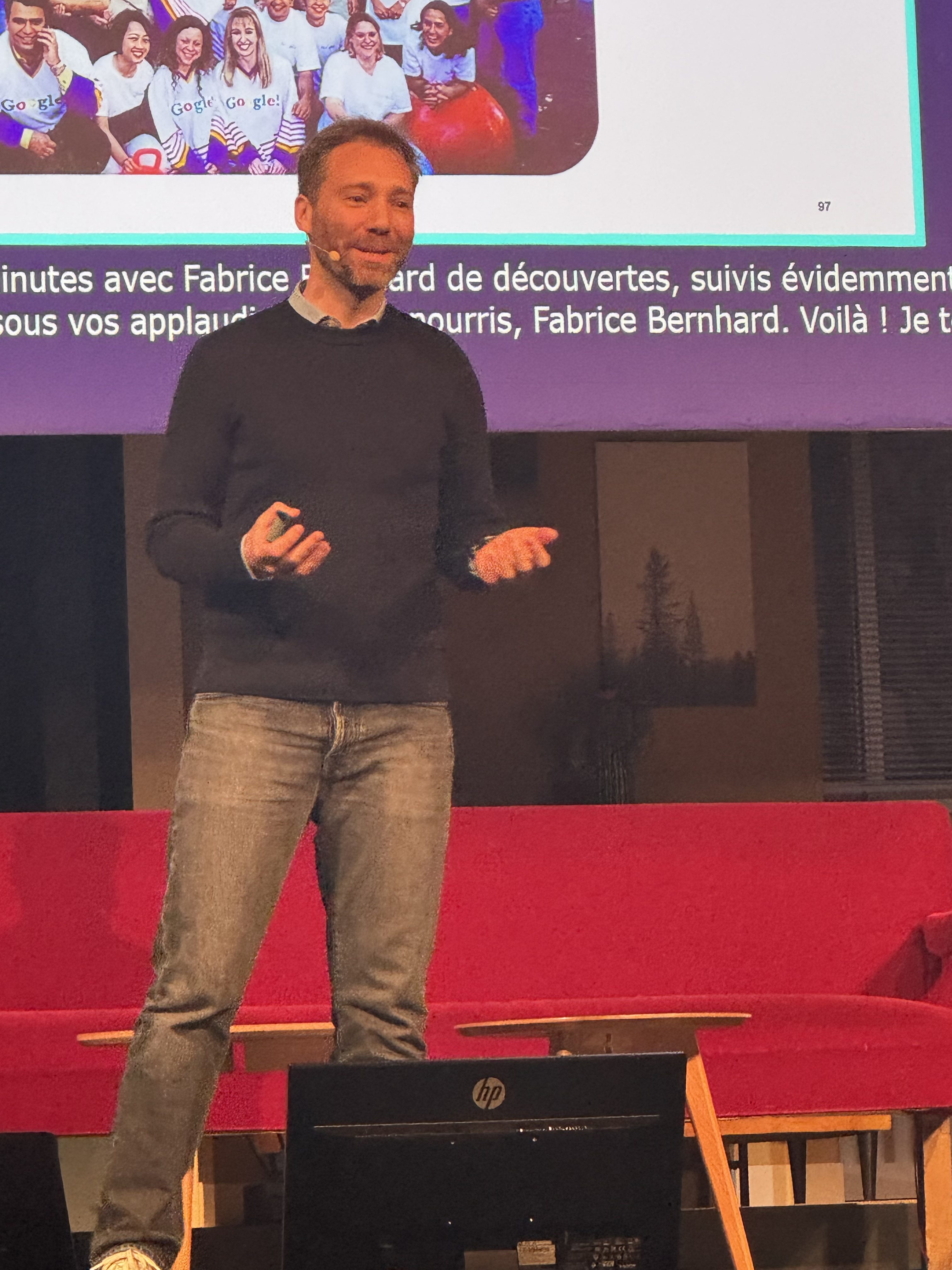
Fabrice Bernhard présentant Theodo au Tech.Rocks Summit Paris

En 2007, Benoît Charles-Lavauzelle et Fabrice Bernhard, tout juste diplômés de l'École polytechnique, lancent l'application web Allomatch, un annuaire en ligne des bars qui retransmettent des matchs sportifs. Le site remporte un grand succès en attirant plus de 200 000 visiteurs par mois moins d’un an après sa création. Dans ce contexte, les deux entrepreneurs commencent à répondre aux demandes de créations de sites web et d’applications mobiles des entreprises de leur incubateur.
En 2009, Benoît Charles-Lavauzelle et Fabrice Bernhard fondent Theodo, une entreprise de conseil et réalisation numérique,. Julien Laure, alors stagiaire chez Allomatch, les suit chez Theodo.
En 2015, l’entreprise ouvre un bureau à Londres. En 2017, elle compte 171 salariés au total.
En 2018, les fonds Keensight Capital et ISAI Expansion prennent une part minoritaire du capital de l’entreprise.
En 2019, Theodo France est dirigée par Julien Laure,. Le groupe Theodo s'étend en Afrique en prenant une part majoritaire de Nimbleways.
En 2022, les fonds Keensight Capital et ISAI Expansion cèdent l'intégralité de leurs participations aux fondateurs, Benoît Charles-Lavauzelle et Fabrice Bernhard ,

## Présence géographique
- France[8]
- Royaume-Uni[8],[15]
- États-Unis[15]
- Maroc